# Charles Proteus Steinmetz
Karl August Rudolph Steinmetz, conocido como Charles Proteus Steinmetz (9 de abril de 1865 - 26 de octubre de 1923), fue un matemático e ingeniero eléctrico alemán y profesor en el Union College. Fomentó el desarrollo de la corriente alterna que hizo posible la expansión de la industria eléctrica en los Estados Unidos, formulando teorías matemáticas para los ingenieros. Hizo descubrimientos en la comprensión de la histéresis que permitió a los ingenieros diseñar mejores equipos de aparatos electromagnéticos, incluidos especialmente los transformadores y los motores eléctricos para uso industrial.Diseñó una conexión estrella y delta, conocida como Conexión Steinmetz. En 1912 inventó la lámpara de haluro metálico, y en 1897 diseñó la primera central hidroélectrica trifásica de Norteamérica.
En el campo de la geometría, estudió los sólidos resultado de la intersección de cilindros, conocidos como Sólidos de Steinmetz en su honor. Cuando murió, tenía registradas más de 200 patentes a su nombre.

## Vida profesional
Su nacionalidad es problemática, aunque las fuentes más creíbles dicen que nació en Breslavia (Prusia), entonces Alemania y actualmente Polonia. Su verdadero nombre era Karl August Rudolf Steinmetz, hijo de un empleado ferroviario. Estudió en la Universidad de Breslavia, pero tuvo que huir a Zúrich poco antes de terminar su formación técnica (perseguido policialmente por sus actividades con grupos socialistas en la universidad), y más tarde emigró a Estados Unidos. Comenzó trabajando como dibujante técnico en la compañía de Rudolf Eickemeyer donde, entre diversos desarrollos, definió la importancia del ciclo de Histéresis para explicar el calentamiento de motores y transformadores, presentando sus resultados en una reunión científica de la AIEE en 1892, lo que le dio un gran reconocimiento en la profesión. Cuando se organizó la compañía General Electric se intentó contratar a los mejores profesionales de su tiempo, incluyendo a Steinmetz, pero éste rechazó la oferta de trabajo por lealtad a Eickemeyer, lo que llevó a que General Electric comprara la compañía de Eickemeyer, con lo cual Steinmetz pasó a trabajar para General Electric donde trabajaría hasta su muerte.
Sus trabajos más reconocidos se basan en el análisis de los circuitos de corriente alterna donde preconizó el uso de números complejos (notación simbólica), también estudió el ciclo de histéresis de los materiales ferromagnéticos, y desarrolló un pararrayos que puede ser conectado directamente a las líneas de transmisión, evitando que los rayos dañen los equipos. En 1902 se hizo profesor a tiempo parcial de la Universidad de Schenectady ubicada en el estado de Nueva York, donde colaboró hasta su muerte. Su trabajo ayudó a imponer la distribución de energía eléctrica por medio de tensiones alternas y no continuas como se hacía en la época.

## Vida personal
En Estados Unidos adoptó la forma inglesa de su primer nombre y como segundo Proteus, el apodo que de niño le dieron sus profesores en alusión a Proteo, el sabio y multiforme dios marino cuya forma real es un anciano jorobado, que aparece en la Odisea. Padecía cifosis y displasia de cadera, una discapacidad física que le daba un figura contrahecha y una estatura de solo 1,22 m, pero siempre fue apreciado por su inteligencia y sentido del humor. Aunque gustaba de la familia y los niños, prefirió no casarse por temor a que sus vástagos heredasen su discapacidad, pues su padre y su abuelo también la padecían.
Cuando su asistente y amigo Joseph LeRoy Hayden se casó, Steinmetz le ofreció venirse a vivir a su amplia casa. Aunque al principio reticentes, los esposos aceptaron. La convivencia fue exitosa, al punto de que el profesor acabó adoptando formalmente a LeRoy y ejercía como abuelo para los tres hijos fruto del matrimonio, a los que dejaba a sus anchas por su laboratorio e invernadero.
En el otoño de 1923 viajó con su familia en tren al oeste, deteniéndose para ver el Gran Cañón, Yosemite y a Douglas Fairbanks en Hollywood. Charles Proteus Steinmetz murió de regreso a su casa mientras dormía, por un fallo cardíaco el 26 de octubre de 1923 y fue enterrado en el cementerio Vale, en Schenectady, Nueva York.

## Legado

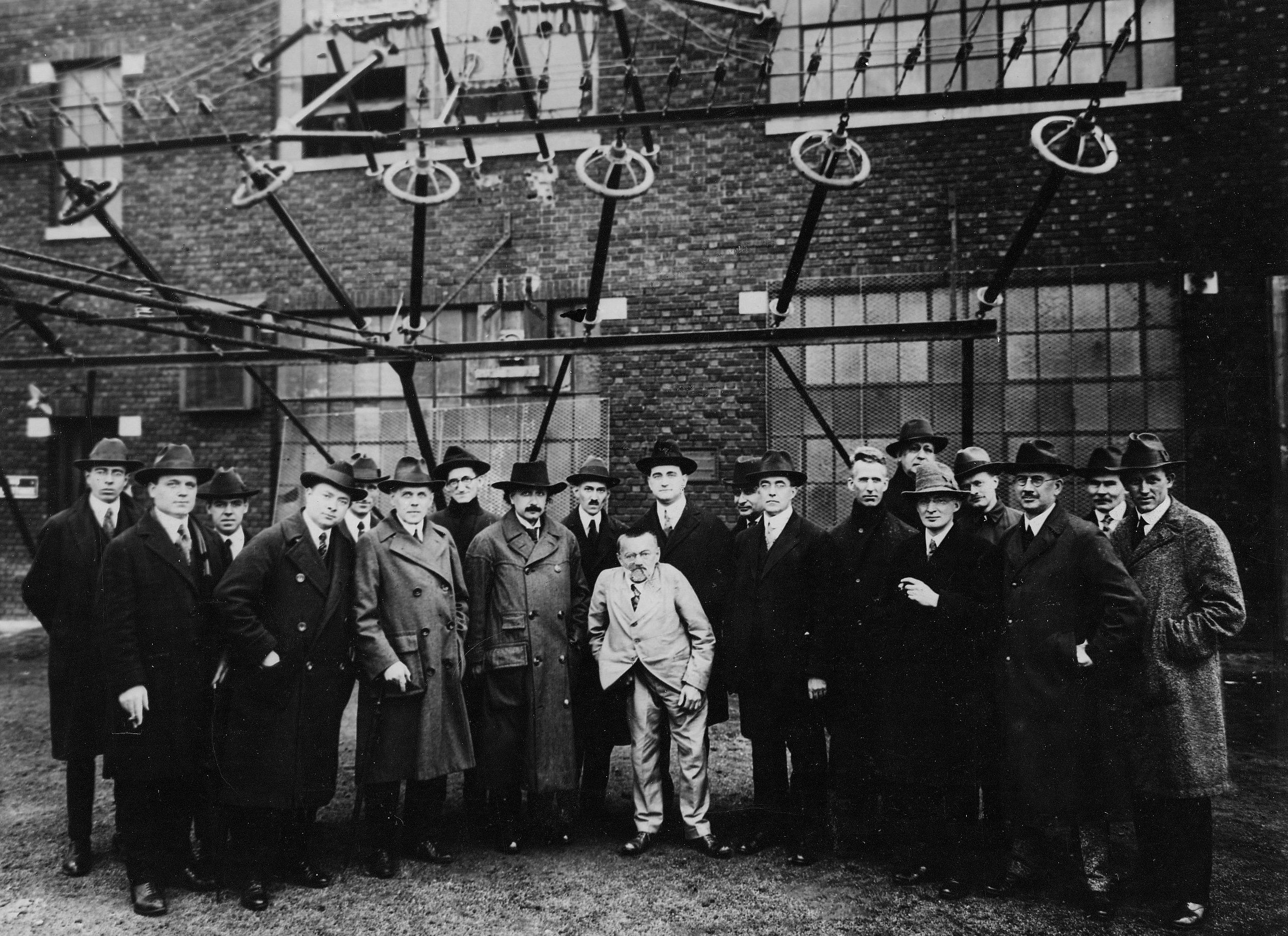
Estación Marconi en Somerset, Nueva Jersey en 1921, en el día que Albert Einstein dio un tour por la estación. Charles Proteus Steinmetz está a su lado en el centro de la foto y detrás de ellos se encuentra John Renshaw Carson. Nacido con cifosis y displasia de cadera, era pequeño y jorobado. Proteus murió dos años después de tomada la foto

Conocido con los sobrenombres del "Forjador de Rayos" y del "Mago de Schenectady" obtuvo un amplio reconocimiento entre la comunidad científica y numerosos premios y honores, tanto durante su vida como a título póstumo.
La "ecuación de Steinmetz", deducida de sus experimentos, define la energía térmica aproximada debida a la histéresis magnética liberada, por ciclo por unidad de volumen de material magnético. Un Sólido de Steinmetz es el cuerpo sólido generado por la intersección de dos o tres cilindros de igual radio en ángulos rectos. La teoría del circuito equivalente de Steinmetz todavía se usa ampliamente para el diseño y prueba de motores de inducción.
Uno de los premios más meritorios que la IEEE otorga, por aportes a la normalización, dentro del campo de la ingeniería eléctrica y electrónica, es llamado en honor a Steinmetz, el  Premio Charles Proteus Steinmetz de la IEEE.
Su relación con la Union College es celebrada con el Symposium anual Steinmetz, un evento de un día, en el cual los estudiantes de pregrado hacen presentaciones de sus investigaciones.